# Zbrosza Mała
Zbrosza Mała – wieś w Polsce położona w województwie mazowieckim, w powiecie białobrzeskim, w gminie Promna.
| SIMC    | Nazwa       | Rodzaj    |
| ------- | ----------- | --------- |
| 1053688 | Mały Dworek | część wsi |

Wieś szlachecka położona była w drugiej połowie XVI wieku w powiecie grójeckim ziemi czerskiej województwa mazowieckiego. W latach 1975–1998 miejscowość należała administracyjnie do województwa radomskiego.
Wieś jest sołectwem w gminie Promna. 